# Лутон Шелтон
Лутон Шелтон (англ. Luton Shelton; 11 листопада 1985, Кінгстон, Ямайка — 22 січня 2021) — ямайський футболіст, нападник.

## Кар'єра

### Клубна
Почав свою кар'єру в клубі «Гарбор В'ю» з Ямайки. У 2005 році був на перегляді в клубі «Бернлі», але контракт не був підписаний.
У 2006 році Шелтон перебрався до Європи, підписавши контракт зі шведським «Гельсінгборгом». За клуб Шелтон провів 28 матчів і забив 17 голів, включаючи переможні м'ячі у чвертьфіналі і фіналі Кубка Швеції.
По закінченні сезону гравець підписав контракт з англійським «Шеффілд Юнайтед». Сума трансферу склала 1,85 мільйона £. Від Шелтона чекали багато чого, однак він з'явився на полі лише чотири рази, а клуб не уникнув вильоту з Прем'єр-ліги. Під час свого перебування в «Шеффілді» Шелтон зарекомендував себе як один з найшвидших футболістів світу, пробігаючи 40 метрів за 4,47 секунди. Відігравши за клуб ще половину сезону у Чемпіоншипі, гравець перейшов в норвезьку «Волеренгу» за 1 мільйон £. У 2010 році Шелтон увійшов до числа найкращих бомбардирів норвезької ліги, забивши в 28 матчах 12 голів.
Після цього Лутон Шелтон виступав у турецькому «Карабюкспорі», де забивав по 5 м'ячів за сезон.
У 2013 році перейшов в нижегородську «Волгу», в якій у Лутона не вийшло гідно продовжити кар'єру, і вже через два роки Шелтон залишив команду через турнірні і фінансові труднощі клубу.
На початку 2017 року, після тривалого періоду у статусі вільного агента, повернувся в рідний «Гарбор В'ю», за який забив гол вже у дебютному матчі.

### Збірна
У збірній Ямайки Шелтон дебютував 24 листопада 2004 року в матчі проти Сен-Мартена, забивши у дебютному матчі чотири м'ячі. Всього за збірну Ямайки провів 73 матчі, в яких забив 35 голів і став найкращим бомбардиром в її історії. У відбірковому турнірі до чемпіонату світу 2010 року став найкращим бомбардиром КОНКАКАФ.
Лутон триразовий володар Карибського Кубка — трофею, що розігрується між країнами Карибського басейну. Крім того Шелтон тричі брав участь у Золотому кубку КОНКАКАФ у 2005, 2009 та 2011 роках, причому на першому і останньому з них відзначався голом.

## Досягнення
- Переможець Клубного чемпіонату Карибського футбольного союзу: 2004
- Володар Кубка Швеції: 2006
- Володар Кубка Норвегії: 2008
- Володар Карибського Кубка: 2005, 2008, 2010